# Pasta de gambes

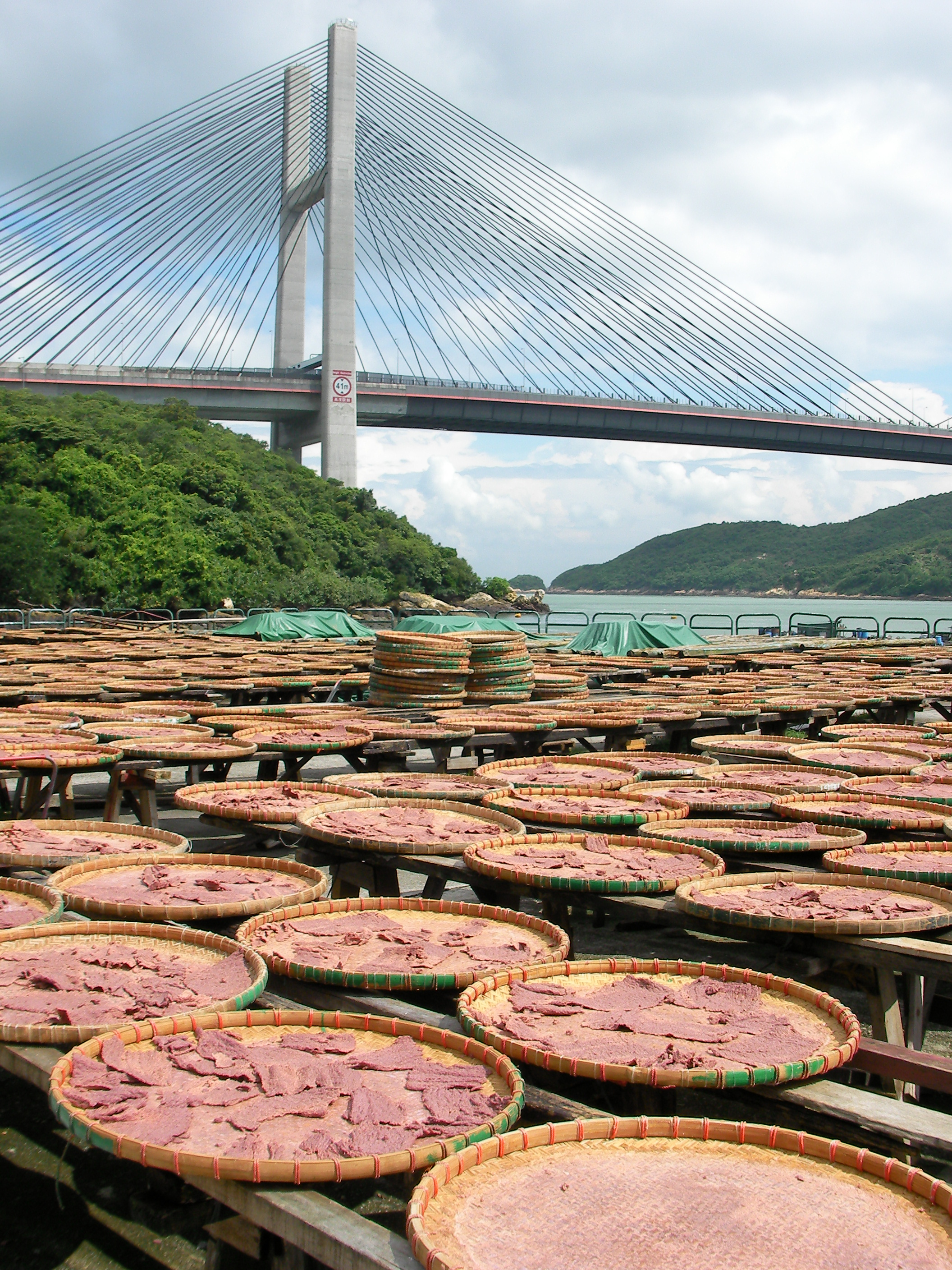
Pasta de gambes assecant-se al sol a Hong Kong

La pasta de gambes o salsa de gambes és un ingredient molt comú de les cuines del sud-est asiàtic i del sud de la Xina. És coneguda també com a terassi (pronunciat també trassi, terasie) en indonesi, kapi (กะปิ) en tailandès, belacan (també belachan) en malai, mam tom en vietnamita i bagoong alamang/aramang en tagalog.
La pasta s'elabora amb la fermentació del krill (petites gambes). A molts occidentals aquest condiment no els és familiar, l'olor pot ser extremadament repulsiva (sobretot tenint en compte que se la compara amb el silfi), tanmateix, és un ingredient essencial en molts curris i salses. La pasta de les gambetes es pot trobar com a condiment en molts dels menjars de la cuina tailandesa, la de Malàisia i la d'Indonèsia sovint com a ingredient en salses dip per als peixos o les verdures.

## Varietats de pasta de gambes
Les pastes de gambes varien en aspecte entre elles. Per exemple, la pasta de gambes feta a Hong Kong i el Vietnam és típicament d'un color gris rosaci lleuger mentre que el que s'empra a Tailàndia és d'un color marró més fosc. Mentre que tota la pasta de gambes té una olor acre, els graus més alts de qualitat poden arribar a tenir una aroma més agradable. Els mercats a prop dels llogarrets que produeixen la pasta de gambes són els millors llocs per obtenir el producte de la més alta qualitat. La pasta de gambes es fa servir diferentment en diverses cultures asiàtiques i pot variar molt en aroma, textura i salinitat. Per tant, s'ha d'escollir amb summa cura la pasta correcta de gambes per a l'aliment que s'estigui preparant.

### Belacan
El belacan és una varietat de pasta de gambes molt popular a Malàisia, que està preparada a base de gambetes fresques (en realitat d'una variant de gambeta anomenada geragau en malai). Es pica fina fins a arribar a consistència de pasta i s'amuntega perquè fermenti durant diversos mesos. La pasta es desenterra i es fregeix, per tornar a ser pressionada en premses especials. El belacan s'empra com a ingredient de molts plats, o es menja només acompanyat d'arròs. Una preparació comuna és el sambal belacan, elaborat amb una barreja de belacan amb bitxo, all picat, pasta d'escalunyes i sucre. El nom de belacan prové potser de la paraula portuguesa per a dir bacallà, que es pronuncia balitxao, indicant la salinitat de la pasta.

### Terasi
El Terasi és una varietat indonèsia de la pasta de gambes que s'elabora amb gambes seques fregides que s'abandonen fins a arribar a fermentar. Es compra generalment en blocs de color fosc, però de vegades en pols. Abans de ser afegit als aliments se sol torrar en una paella al foc. És un ingredient principal del Sambal Terasi.

### Bagoong Alamang/Aramang
El Bagoong Alamang és la denominació de la pasta de gambes a les Filipines, està elaborat de gambeta i sol servir-se com a decoració dels mangos verds. La pasta Bagoong té una aparença, un sabor i una aroma que depenen de l'estil d'elaboració. Alguns arriben a ser de color rosa, mentre que d'altres són marrons i dolços. Se serveix a part en un plat una petita porció de bagoong al plat popular a les Filipines denominat "Kare-kare". Pot ser també saltat amb porc en l'elaboració d'un plat anomenat "Binagoongan". El Bagoong, tanmateix, està associat amb les versions d'aperitius de peix (com les anxoves).